# 1925 en architecture
| Années de l'architecture : 1922 - 1923 - 1924 - 1925 - 1926 - 1927 - 1928    |
| Décennies de l'architecture : 1890 - 1900 - 1910 - 1920 - 1930 - 1940 - 1950 |

Cet article présente les faits marquants de l'année 1925 en architecture.

## Réalisations
- mars : Walter Gropius construit à Dessau-Roßlau le nouveau bâtiment dans lequel l'école du Bauhaus emménage.
- Le Corbusier construit la cité Frugès à Pessac près de Bordeaux.
- Robert Mallet-Stevens construit la villa Paul Poiret à Mézy-sur-Seine dans les Yvelines.
- Construction du restaurant Café De Unie à Rotterdam par Jacob Oud.

## Événements
- Exposition internationale des Arts Décoratifs et industriels modernes
- Le groupe allemand Zehnerring devient Der Ring.
- Le Corbusier présente son Plan Voisin, un plan d'aménagement pour Paris.

## Récompenses
- AIA Gold Medal : Edwin Lutyens ; Bertram Goodhue.
- Royal Gold Medal : Giles Gilbert Scott.
- Prix de Rome : Marcel Chappey.

## Naissances
- 2 février : Ib Wibroe, architecte suédois, mort le 27 août 2005.
- 25 juin : Robert Venturi.
- 17 octobre : Pierre Koenig, mort en 2004.
- 3 novembre  : Ricardo Porro, architecte franco-cubain, mort le 25 décembre 2014.
- 12 novembre : William Toomath, architecte néo-zélandais, mort le 20 mars 2014.
- Justus Dahinden.
- Robert Y. Fleming († 2005).

## Décès
- 15 mars : Georg Schreck (° 25 février 1859).
- 26 décembre : Jan Letzel (° 1880).